# Estación experimental de plantas medicinales Dr. Juan T. Roig
El Estación Experimental de Plantas Medicinales "Dr. Juan T. Roig" es un jardín botánico de unas 10 hectáreas que está especializado en especies vegetales medicinales.
Tiene como sus objetivos, el estudio de las plantas medicinales tanto en sus propiedades como en la mejora de estas y de su cultivo, así como el promover el conocimiento, en la población en general, de los aspectos relacionados con las plantas, haciendo hincapié en la Flora autóctona de Cuba.
El código de identificación del Estación Experimental de Plantas Medicinales "Dr. Juan T. Roig" en el "Botanic Gardens Conservation International" (BGCI) así como las siglas de su herbario es PMEDI.

## Localización
Estación Experimental de Plantas Medicinales "Dr. Juan T. Roig" Apartado Postal 33, Guira de Melena C.P. 33600, Provincia de La Habana Cuba.
Planos y vistas satelitales.23°07′59.8800″N 082°21′59.7600″O / 23.133300000, -82.366600000
- Temperatura media anual: 24,2 °C
- Temperatura media máxima: 32,6 °C
- Temperatura media mínima: 11,9 °C
- Promedio anual de lluvia: 1615 mm
- Altura: 100 m s. n. m.
- Naturaleza del suelo: Ferralíticos rojos, arcillosos, de profundidad variable, pH=6.5

## Historia
Por una orden la máxima Dirección del país en 1967, se le asignó a la Universidad de La Habana responsabilidad para la creación de un nuevo y moderno Jardín Botánico especializado en plantas medicinales.

## Colecciones
Este jardín botánico fue concebido con los fines de una institución moderna destinada al cultivo de plantas medicinales para comprobar sus propiedades con métodos científicos y acrecentarlas en la medida de lo posible.
Además tiene también un enfoque al uso público ya que se muestra una gran colección de plantas vivas, clasificadas y ordenadas científicamente, con propósitos educativos, científicos, recreativos y conservacionistas.
Entre sus colecciones especiales son de destacar:
- Colección Científica

La colección científica de la Estación Experimental de Plantas Medicinales "Dr. Juan T. Roig se alberga en unos umbráculos e invernaderos próximos a los edificios administrativos. Para acceder a ellos previa cita a especialistas. Esta colección mantiene ejemplares de la flora Cubana y Mundial.
Entre las plantas cultivadas se incluyen,
El "Romerillo blanco" (Bidens alba var. radiata  (Sch. Bip.) Ballard), hierba de la familia Asteraceae, posee propiedades medicinales atribuidas popularmente (hipertensión, ictericia, diabetes y valor terapéutico en el cáncer colorrectal) y comprobadas experimentalmente. Es una de las especies autorizadas por el Ministerio de Salud Pública de Cuba para su utilización en el Sistema Nacional de Salud. También posee importancia como planta melífera (Ordex R S. Flora apícola de la América Tropical. La Habana: Editorial Lex. p.334).
Artemisia absinthium L. (Asteraceae) es un arbusto de lugares secos de Asia, que contiene en sus hojas un aceite esencial conocido comercialmente como oleum absinthii, compuesto por thuyona, thuyol, absinthina (un glucósido), ácidos orgánicos y taninos, que ha sido utilizado desde la antigüedad para el tratamiento de trastornos digestivos. En Cuba es ampliamente cultivada en patios y jardines y conocida comúnmente como incienso. Tiene una gran utilización popular la decocción de sus hojas para el tratamiento de enfermedades parasitarias, fundamentalmente la amebiasis, además recientemente se ha validado la actividad antigiardiásica.

## Equipamientos
- Herbario
- Biblioteca especializada en temas de botánica.
- Personal, nueve Doctores en Ciencias Biológicas, seis Maestros en Botánica, ocho jóvenes investigadores y 11 técnicos para la investigación y la docencia, se encarga de las labores de investigación que aquí tienen lugar.